# Литературный процесс
Литературный процесс (литпроцесс, иногда литературное) — жизнь и развитие литературы определённой страны или эпохи во всей совокупности её явлений и фактов или многовековое развитие литературы в её всемирных масштабах. Во втором случае процесс составляет предмет сравнительно-исторического литературоведения, так как является отражением процесса культурного и социального.
Сам термин появился относительно недавно, уже в XX веке, а популярность обрел ещё позднее, в 50-х — 60-х годах. До этого обращалось внимание на какие-то отдельные стороны литературных взаимосвязей, но в своей целостности литературный процесс не осмысливался. В XIX веке использовались термины литературная эволюция, литературная жизнь.

## Закономерность литературного процесса
Стадии развития литературного процесса хорошо прослеживаются в романских и западноевропейских странах, где выделяются литературы древние, средневековые, и литературы нового времени с их собственными этапами (барокко, классицизм, сентиментализм, романтизм, реализм, модернизм).
Древняя и средневековая литература характеризовались распространённостью произведений с внехудожественными функциями (ритуальные, информативные, деловые, религиозно-культовые). Наблюдалось преобладание устных преданий над произведениями письменного характера.
Новое время отличается приятием литературы как художественного явления, письменность становится доминирующей над словесным искусством, актуализируется индивидуальное авторство.

## Стадии литературного процесса
Стадии литературного процесса обычно соответствуют тем этапам истории человечества, которые четко проявлялись в западноевропейских странах и особенно ярко — в романских. В этой связи выделяются литературы древние, средневековые и литературы Нового времени с их собственными этапами.
1. Первая стадия — это архаический период, где безусловно влиятельна фольклорная традиция. Здесь преобладает мифопоэтическое художественное сознание и ещё отсутствует рефлексия над словесным искусством, а потому нет ни литературной критики, ни теоретических штудий, ни художественно-творческих программ[5]. Хронологически период заканчивается в середине 1 тысячелетия до нашей эры и характеризуется коллективным творчеством и отсутствием рефлексии над словом[6].
2. Вторая стадия литературного процесса берет начало в литературной жизни Древней Греции и продолжается до середины XVIII в. Общепринятое наименование ещё не установилось, наиболее распространенное определение — риторическая, иногда рефлексивного традиционализма, традиционалистская, каноническая, эйдетическая[7]. Этот весьма длительный период отмечен преобладанием традиционализма художественного сознания и «поэтики стиля и жанра»: писатели ориентировались на заранее готовые формы речи, отвечавшие требованиям риторики, и были зависимы от жанровых канонов. В рамках данной стадии выделяются два этапа, рубежом между которыми явилось Возрождение[5]; при этом первый этап можно обозначить как «поэтика стиля и жанра», а на втором литературное сознание делает шаг от безличного начала к личному, а литература в большей мере становится светской. Намечаются индивидуальные стили, формируются жанры, автор очень ярко заявляет о себе (Данте, Боккачо)[6]. Примеры других мировых работ: «Поэтика» Аристотеля, античные риторики («Пир» и «Государство» Платона), «Натьяшастра» Бхараты, «Ода изящному слову» Лу Цзи[7].
3. И, наконец, на третьей стадии, начавшейся с эпохи Просвещения и романтизма, на авансцену выдвигается индивидуально-творческое художественное сознание. Отныне доминирует «поэтика автора», литература, как никогда ранее, «предельно сближается с непосредственным и конкретным бытием человека»; наступает эпоха индивидуально-авторских стилей. Все это имеет место в романтизме и в реализме XIX столетия, а в немалой мере и в модернизме[5].

## Компоненты модели литературного процесса
Тип художественно-литературного сознания — это свойственная определённой исторической эпохе система представлений о соотношении этического и эстетического начал, о функциях литературы в жизни общества и человека, составе литературы, её специфике в ряду других форм общественного сознания и других видов искусства, об отношении литературы к фольклору, о специфике литературного творчества и природе слова. Тип художественно-литературного сознания характеризуется определённым уровнем развития осознанного художественного вымысла и осознанного литературного авторства, отношением к традиции и способом её передачи, определённым пониманием природы условности (как соотношения мира литературы с реальной действительностью и потусторонним миром) и соотношения формы и содержания, уровнем развития литературного самосознания, пониманием сущности рода и жанра, трактовкой понятия «язык литературы».
Тип литературы — совокупность произведений, созданных в определённую эпоху и воплотивших в себе свойственный этой исторической эпохе тип художественно-литературного сознания. Характеризуя тип литературы, мы характеризуем состав литературы в данную эпоху, принципы родо-жанровой дифференциации и иерархизации литературы, соотношение книги, текста и художественного мира как трех ипостасей литературного произведения, соотношение изобразительного и выразительного начал, уровень развития художественности идеи и характер связи идеи с образом, формы воплощения авторского сознания в литературном произведении, принципы организации художественного мира произведения и специфику литературного характера, соотношение поэзии и прозы, своеобразие языка литературы.